# Elsa Arokallio

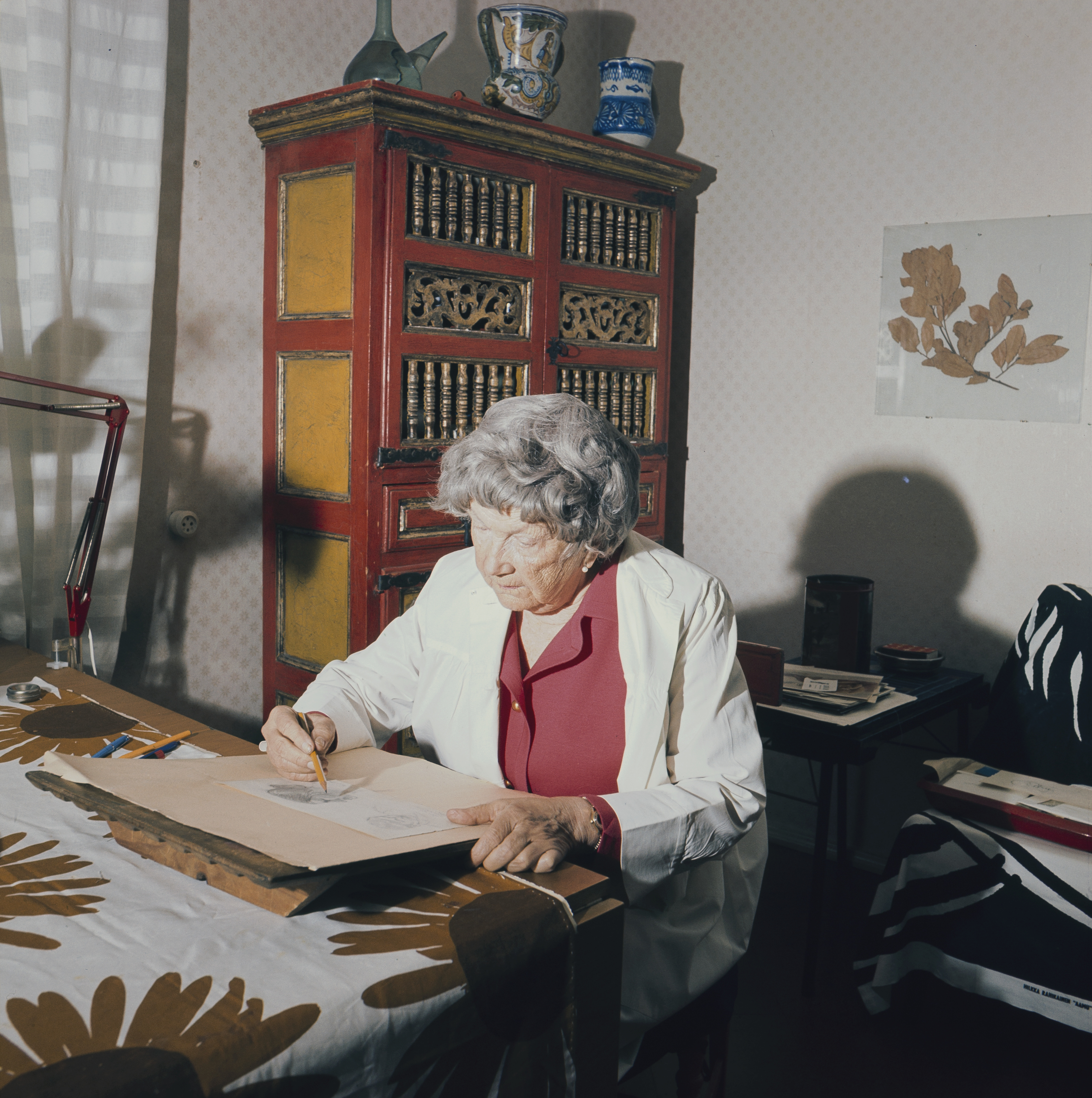
Elsa Arokallio

Elsa Arokallio (* 18. August 1892 in Kurkijoki, Südkarelien; † 3. Oktober 1982 in Helsinki) war eine finnische Architektin.

## Leben und Werk

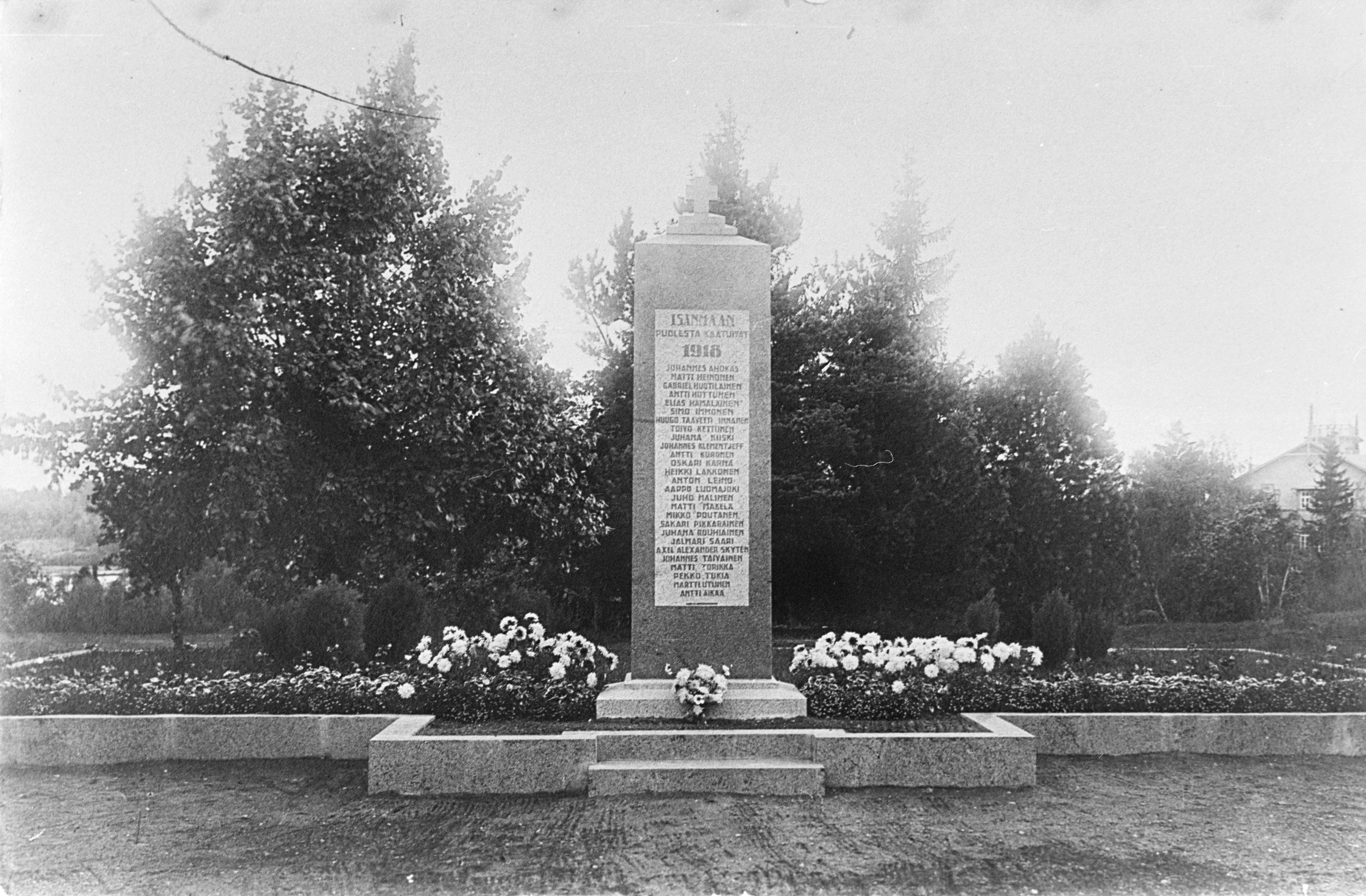
Denkmal aus dem Jahr 1918, Entwurf Elsa Arokallio

Elsa Arokallio war die Tochter von Elisabeth Arokallio, geborene Parviainen und Vikar Gustaf Arokallio. Ihr Geburtsort Kurkijoki gehörte zu den Gebieten, die im Frieden von Moskau 1940 an die Sowjetunion abgetreten wurde. Sie besuchte die von Lucina Hagman geleitete Schule in Helsinki und legte 1910 die Reifeprüfung ab. Danach studierte sie Architektur an der Technischen Universität Helsinki. Ihre Kommilitoninnen waren Elsi Borg, Elli Ruuth, Sylvi Nyssönen und Salme Setälä. Nach dem Diplom 1919 und der Heirat 1920 gründete Arokallio zusammen mit ihrem Mann Erkki Väänänen (1894–1924) ein Architekturbüro. Nach Väänänens frühem Tod mit 30 Jahren führte sie das Büro weiter, war aber auch für weitere Arbeitgeber tätig. Elsa Arokallio entwarf zusammen mit ihrer Kollegin Elsi Borg die Simpele-Kirche, die 1933 fertiggestellt wurde. Sie gestaltete auch Möbel, z. B. für das Parlamentsgebäude des Architekten Johan Sigfrid Sirén 1931.

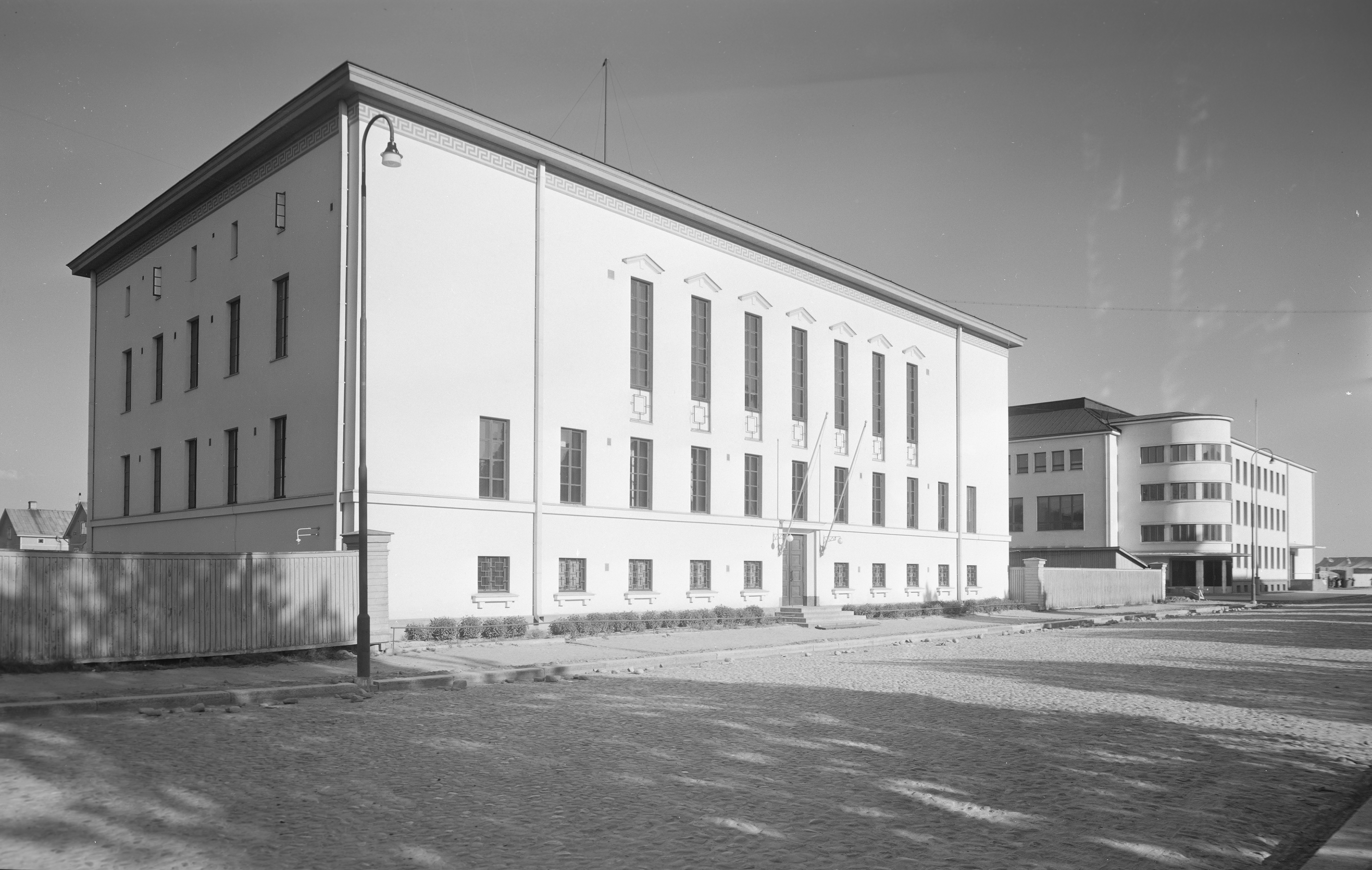
Im Bildhintergrund die Finnische Gemeinschaftsschule von Pori (1934) von Elsa Arokallio (Foto 1939)

Im Jahr 1921 war Elsa Arokallio die erste Frau, die in der Abteilung für Wohnungs- und Kasernenbau in der Abteilung für Ingenieurwesen des Verteidigungsministeriums als Architektin arbeitete. Frauen kamen eigentlich vor 1926 nicht für solche Positionen in Frage. Das Fehlen eines geeigneten männlichen Kandidaten schien der Grund zu sein, warum Arokallio engagiert wurde. Erst in den 1930er Jahren stellte das Verteidigungsministerium mehr Architektinnen ein: zwischen 1927 und 1939 waren es neun Frauen. Zur gleichen Zeit waren im von Torsten Elovaara geleiteten Büro 14 männliche Architekten tätig. Die Arbeit im Baubüro war nach Geschlechtern getrennt, so dass die Architektinnen Bereiche zugewiesen bekamen, die als weiblich galten. In drei Fällen wurden Frauen mit der Planung von Kasernen betraut. Zum ersten war es die Baugruppe „Schloss“ von Elsa Arokallio, Ragnar Ypyä, Martha Martikainen und Aulis Blomstedt an der Fliegerakademie Kauhava gegen Ende der 1920er Jahre. Zum zweiten baute Martta Martikainen die Kaserne und die Fahrzeughalle des Fahrzeugbataillons der Verteidigungskräfte in Helsinki (1934–35) und zum dritten errichtete Kyllikki Halme die Marinegarnison Ristiniemi (1937). Elsa Arokallio arbeitete bis 1935 dort. Sie reiste dann nach Japan, wo ihr Schwager Botschafter war. Noch im Februar desselben Jahres reichte sie ihre Kündigung von Tokio aus ein. Während ihres Aufenthalts in Japan gestaltete sie zusammen mit Marja Kansanen (1880–1957) die Inneneinrichtung der finnischen Botschaft.
Die Architektin unternahm im Laufe ihres Lebens zahlreiche Reisen, auch ins Ausland. Sie unternahm zusammen mit Elsi Bork und Eva Kuhlefelt-Ekelund Studienreisen nach Karelien und besichtigte historische Gärten und traditionellen Gebäude. Gemeinsam fertigten sie Aufmaße von karelischen Gebäuden sowie von Schlossparks und Gärten in Südfinnland und Skåne an. Die Zeichnungen wurden 1930 als Buch veröffentlicht.  Im Jahr 1930 reiste Arokallio durch Russland nach Japan. In den 1940er Jahren verbrachte sie einige Zeit in Marokko, wo sie im Büro des Architekten Plasque arbeitete.
Aufgrund der instabilen Verhältnisse während der Kriegsjahre suchten viele finnische Architekten Arbeit außerhalb der Grenzen ihres Landes. Arokallio arbeitete in den frühen 1940er Jahren im Bauamt der Stadt Vyborg. Ragnar Ypyä war dort zu dieser Zeit der Stadtarchitekt. Gegen Ende des Jahrzehnts arbeitete sie in Stockholm im Architekturbüro von Albin Stark und auch bei HSB. 1950 trat sie in das Bauamt der Stadt Lahti ein, wo sie zusammen mit Kaarlo Könönen arbeitete. Könönen kannte sie seit seiner Studienzeit. Sie gehörten zum selben Freundeskreis, zu dem auch Elsi Bork und Erkki Väänänen gehört hatten. Im Jahr 1953 wechselte Elsa Arokallio in die Gebäudeverwaltung. Nach ihrer Pensionierung im Jahr 1959 arbeitete sie weiterhin als freie Architektin in Helsinki und Lahti.
1919 gehörten Elsa Arokallio mit Elsi Borg, Salme Setälä, Elli Ruuth, Eva Kuhlefeld und Aili-Salli Ahde (später Ahde-Kjäldman) zu der Gruppe, die den Club „Tumstocken“ und dann in den 1940er Jahren den finnischen Architektinnenverband „Architecta“ gründeten. Beide vernetzten und stützten die Architektinnen im Beruf und privat.
Elsa Arokallio starb im Alter von 90 Jahren in Helsinki.

## Werkliste (Auswahl)

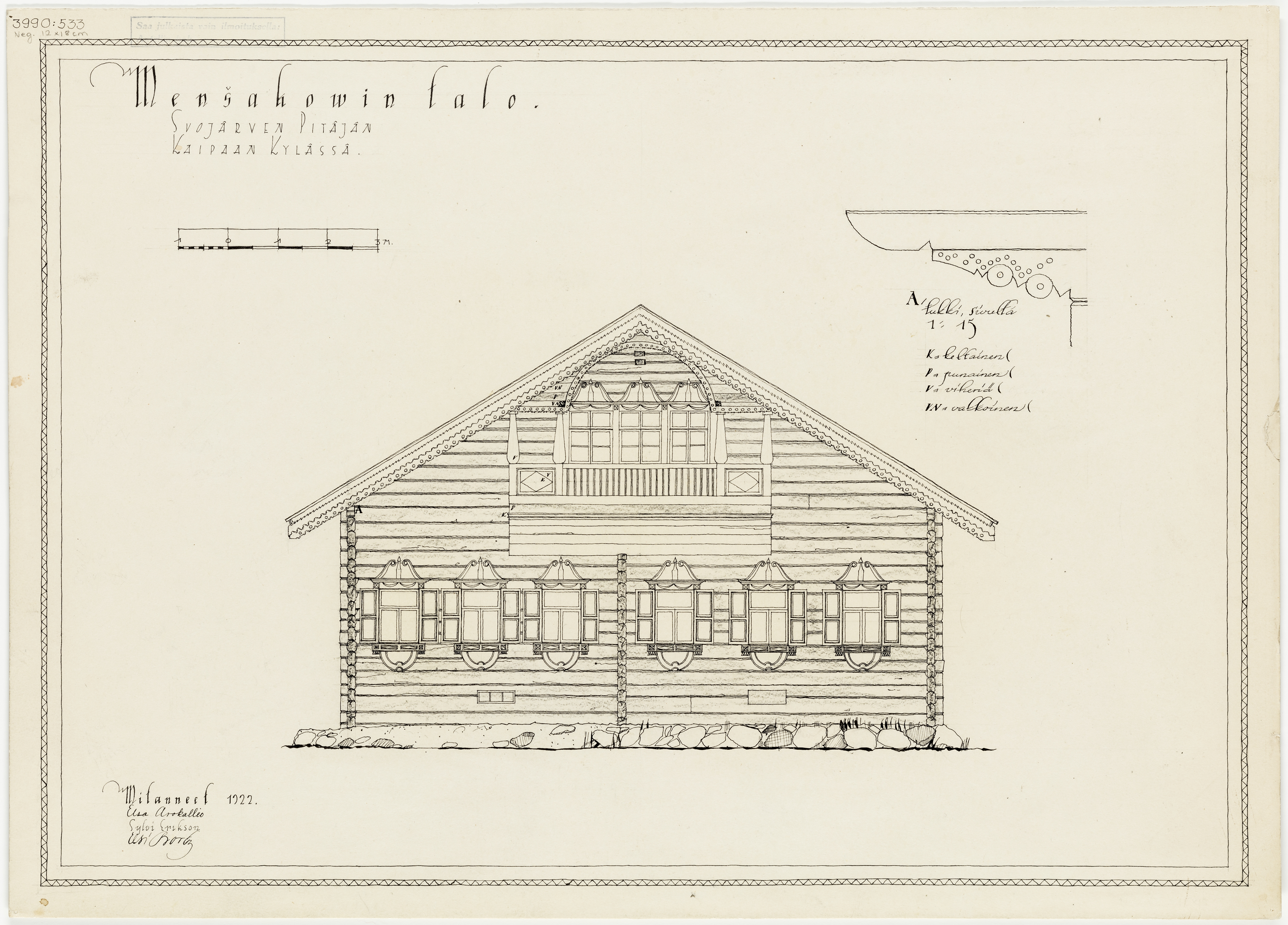
Aufmaßzeichnung des historischen Mensakov-Hauses, Ansicht, Zeichnerinnen: Elsa Arokallio, Elsi Borg, Sylvi Erikson, 1922

- 1922: Lisa-Hagman Privatschule, Bankett- und Sportsaal, Helsinki
- 1924–25: Lisa-Hagman Privatschule, Schulgebäude, Helsinki
- 1930: Inneneinrichtung des Damenzimmers im Parlamentsgebäude (mit Marja Kansanen)
- 1931: Tanhuavaara Schule, Vyborg

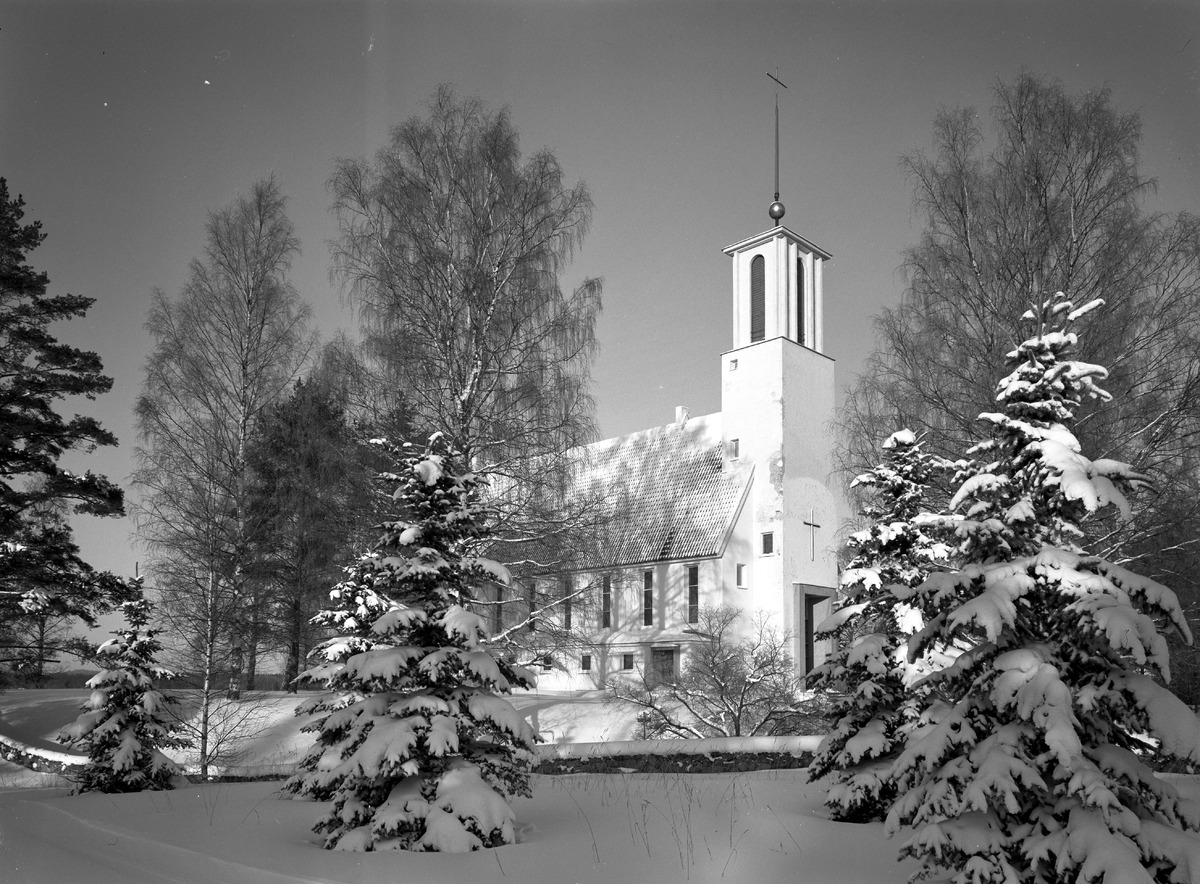
Simpele-Kirche; fertiggestellt 1933, Elsa Arokallio und Elsi Borg (Foto 1987)

- 1932: Simpele–Kirche, Rautjärvi (mit Elsi Borg)
- 1935: Finnische Botschaft in Tokio: Möbel
- 1936: Finnische Gemeinschaftsschule Pori
- 1950: Freistehende Häuser, Lahti
- 1953: Johanna-koti, Lahti
- 1954: Kokkola Community College
- 1957: Sampo Community College
- Wochenendhaus für Enso Gutzeit Oy

Für das Verteidigungsministerium:
- 1928: „Schloss“, Fliegerakademie Kauhava
- 1928: Kantine der Unteroffiziere von Kauhava, Kantine der Unteroffiziere von Turkinsaari
- 1928: Kapitulanttiasuinrakennukset (Wohngebäude) Nr. 7, 8, 9, Kauhava
- 1928: Scheune, Ställe, Lagerhäuser, Kutschengarage, Autogarage, Kauhava
- 1928: Sanitärgebäude für die Besatzung von Kauhava
- 1928: Krankenhaus Turkinsaari
- 1929: Suomenlinna-Gebäude c 2 61 (jetzt c 58) Umbau zu einem Wohngebäude
- 1929: Umbau kennukseksi
- 1930: Suur-Merijoki kapitulanttiasuinrakennus (Wohngebäude) Nr. 48
- 1930: Krankenhaus Rannikkotykistö RT 3 Rauhala sairaala
- 1930: Sauna und Wäscherei, RT 3 Rauhala
- 1932–33: Sitz der RT 3 Rauhala
- 1932: Krankenhaus Utti

Lisa-Hagman Privatschule, Kirkkokatu 6, Helsinki, Architektin Elsa Arokallio 1922 und 1925
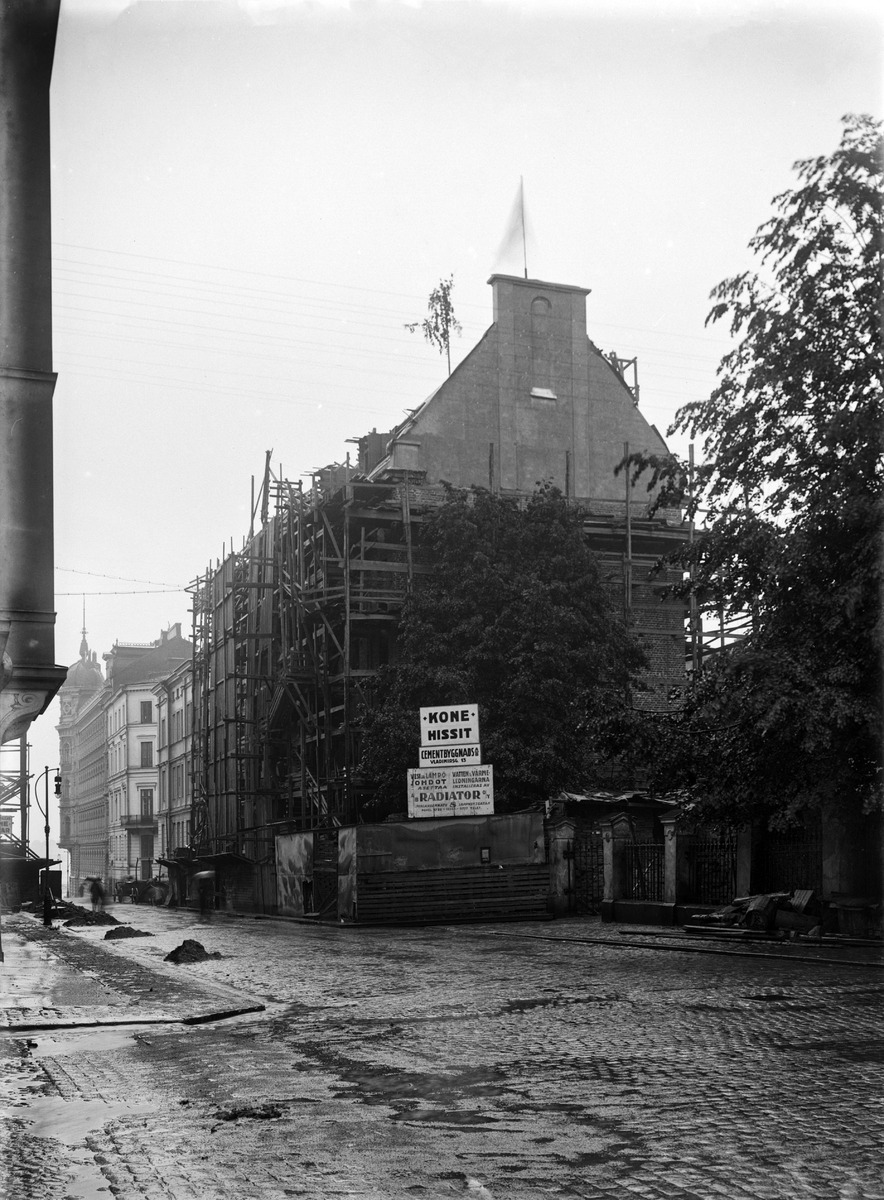
Schule im Bau
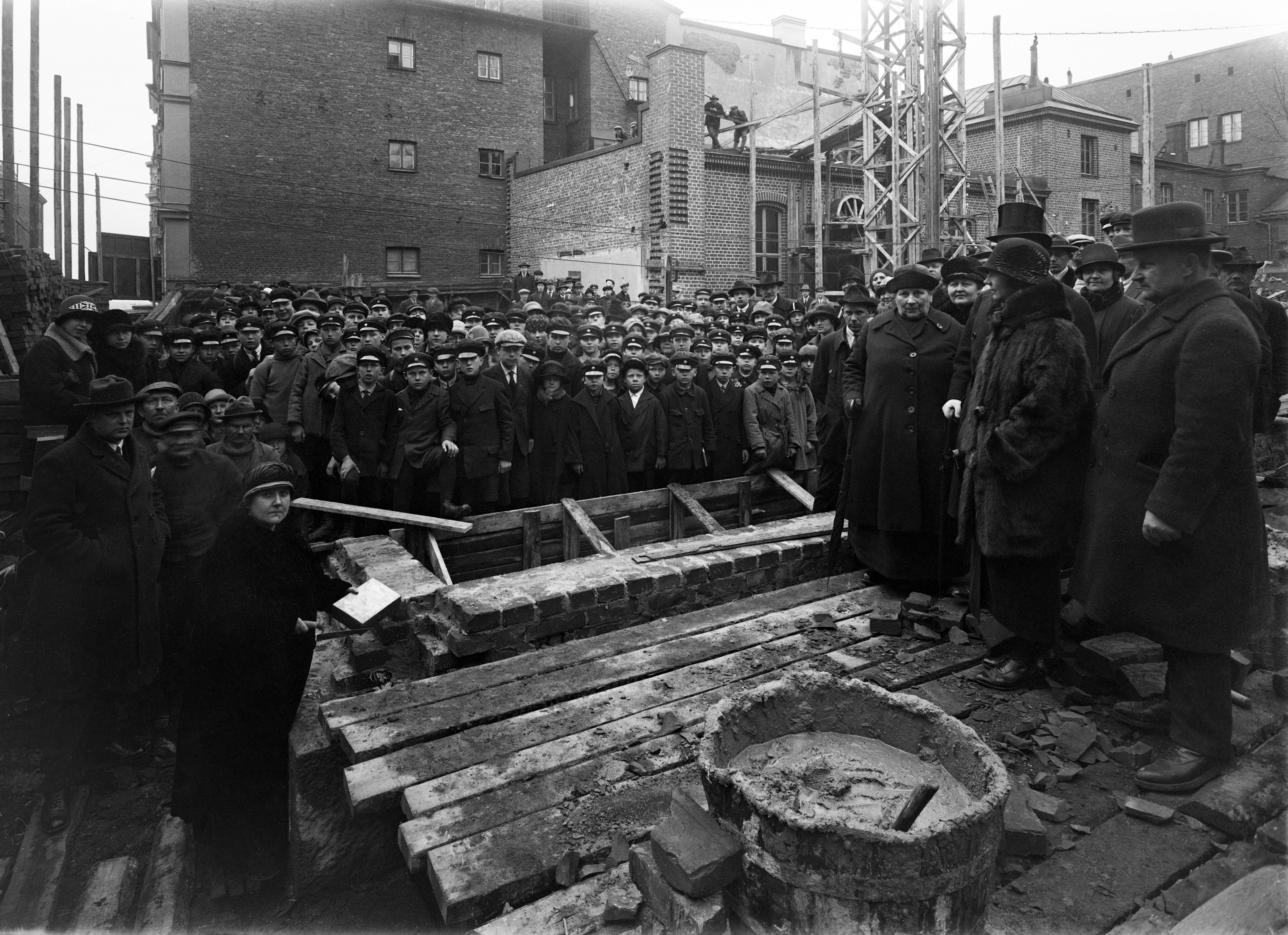
Grundsteinlegung 17. April 1925
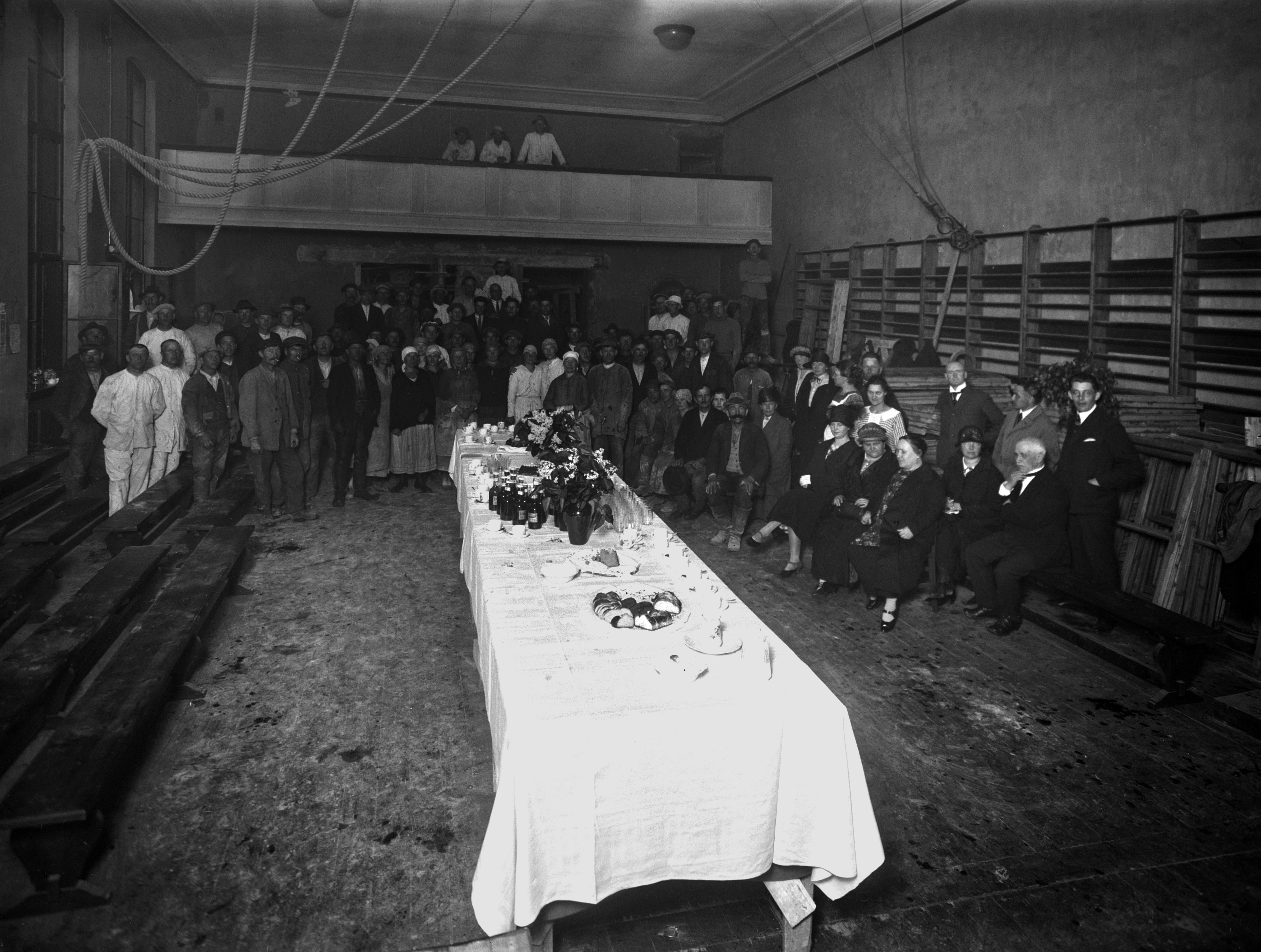
Bewirtung im Mehrzweck- und Gymnastiksaals
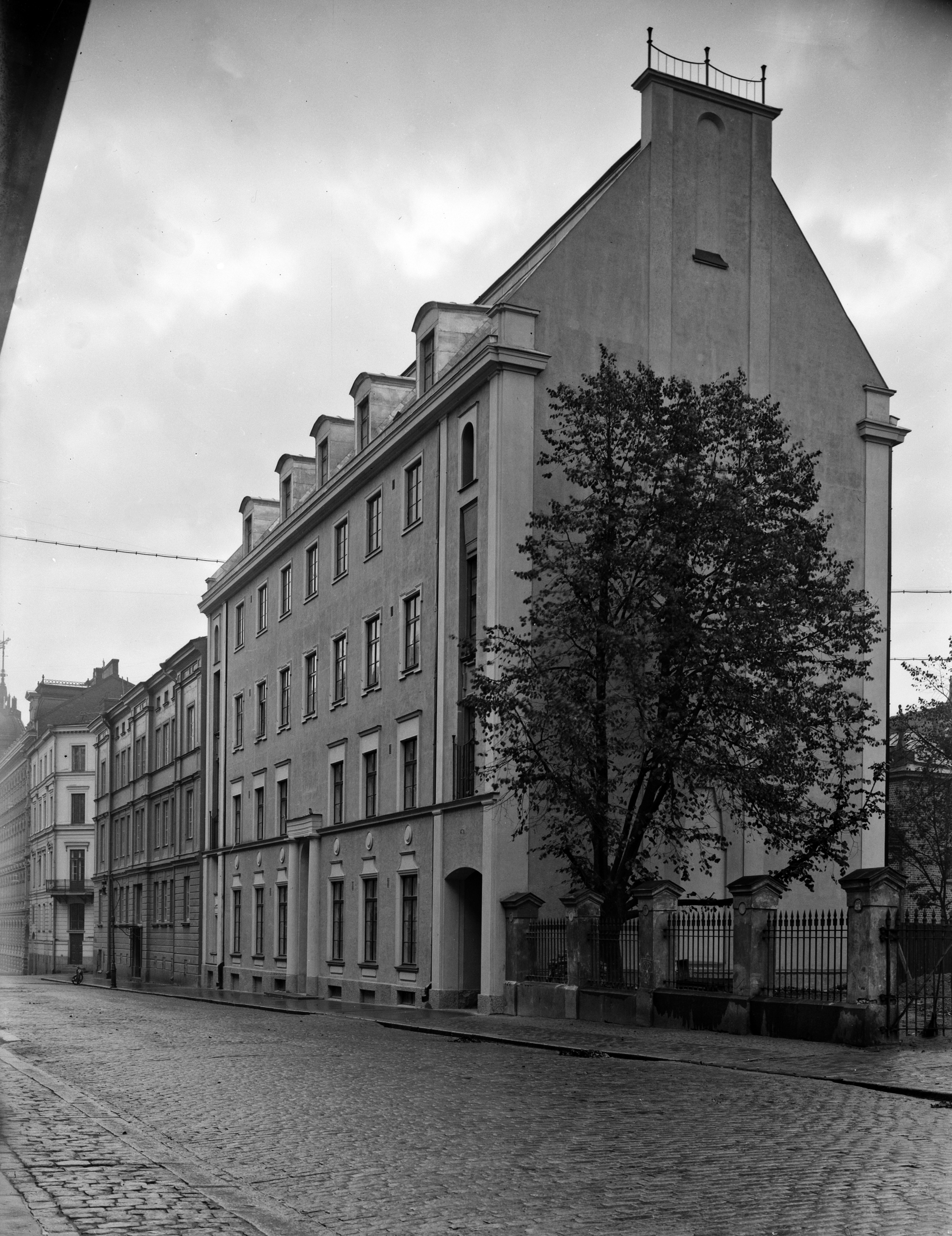
Straßenansicht
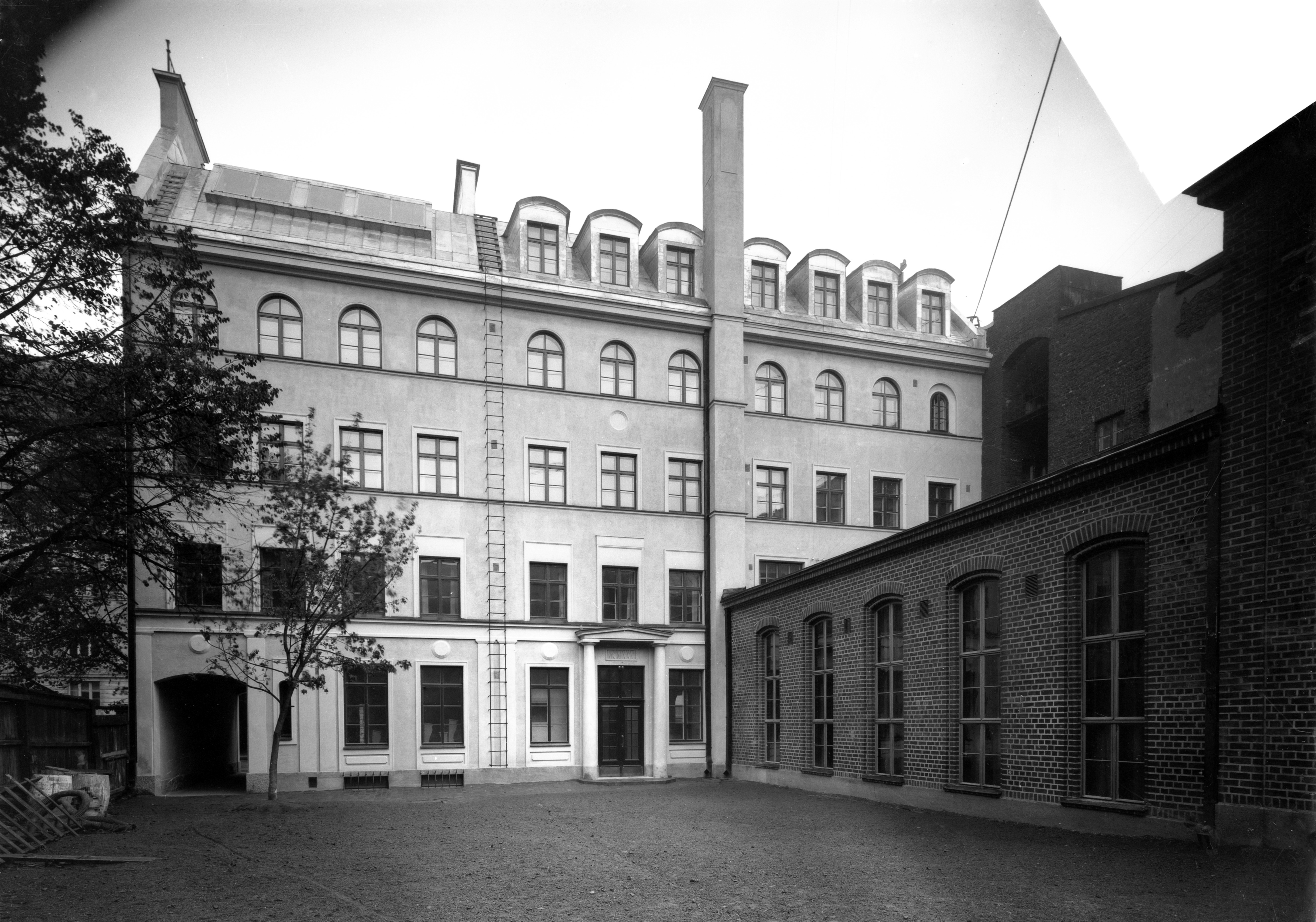
Hoffassade
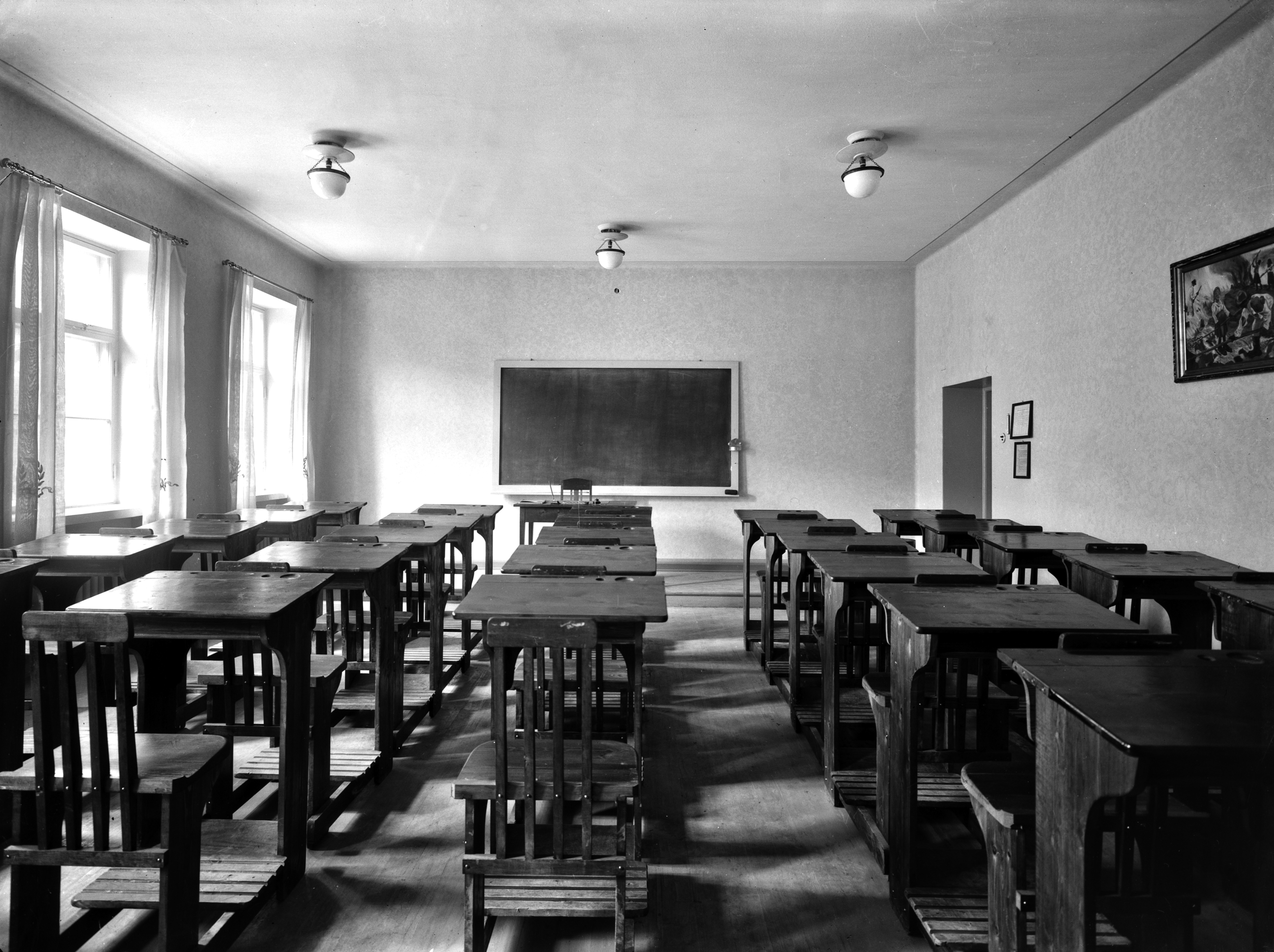
Klassenzimmer
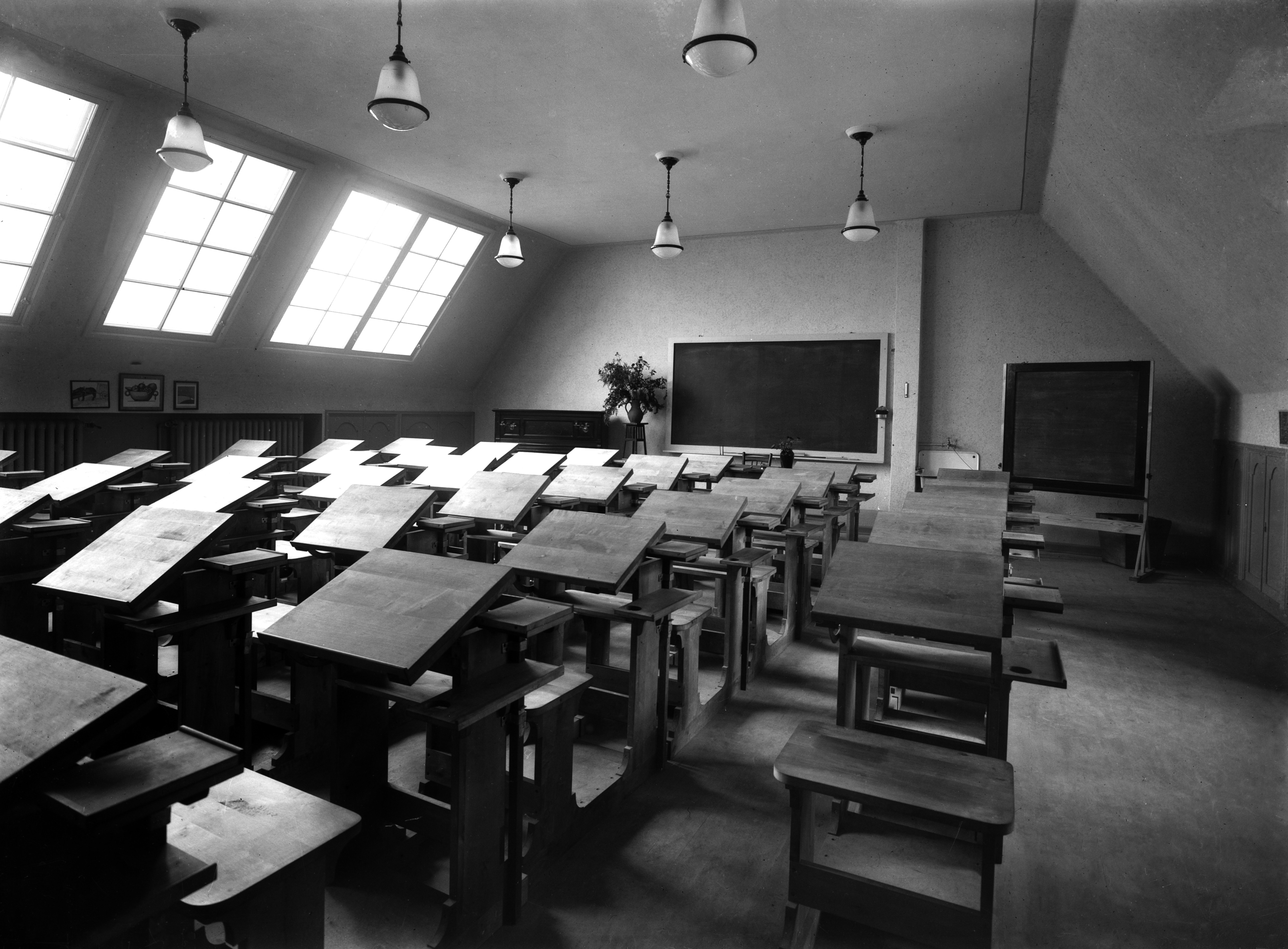
Zeichensaal
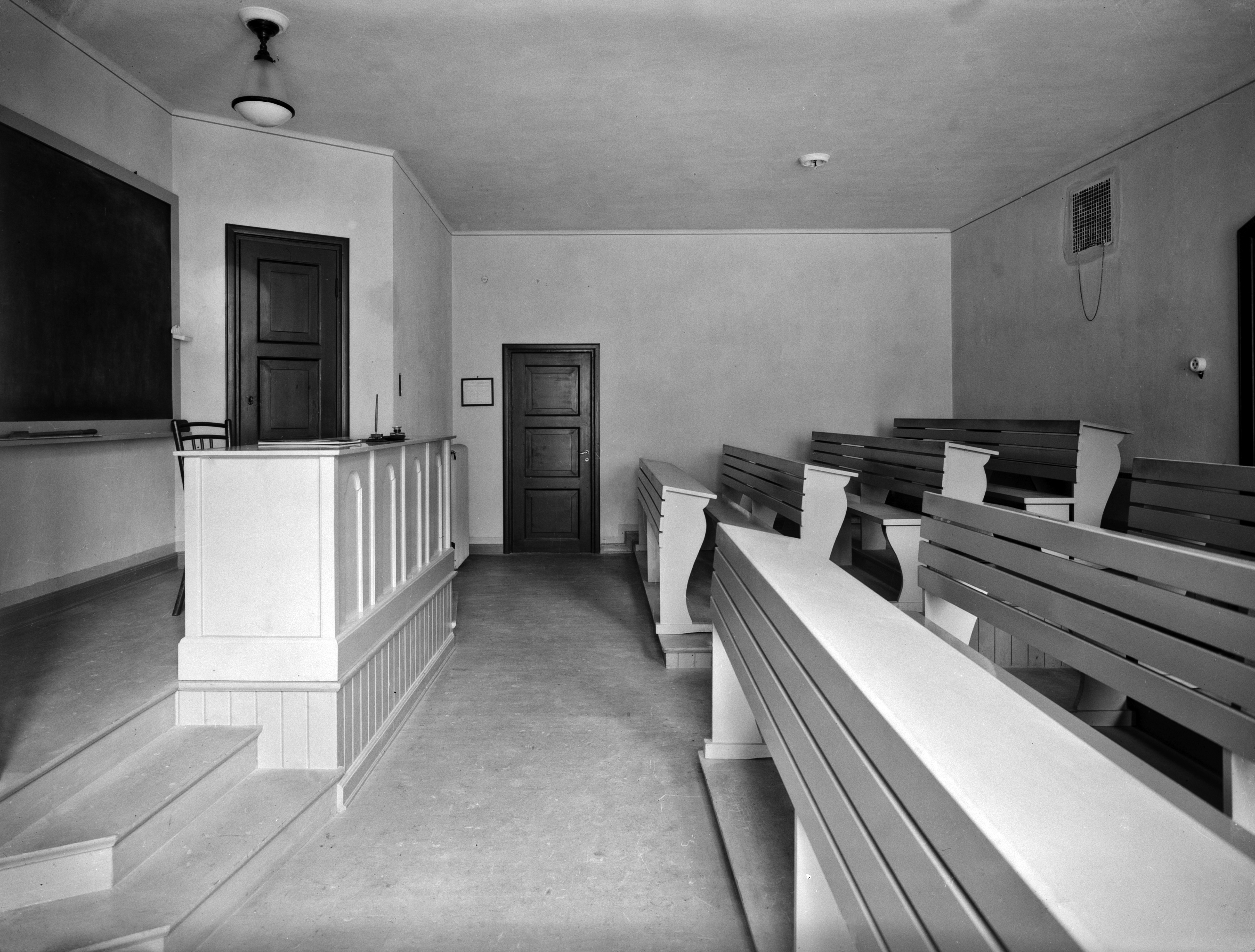
Naturwissenschaftlicher Unterrichtsraum
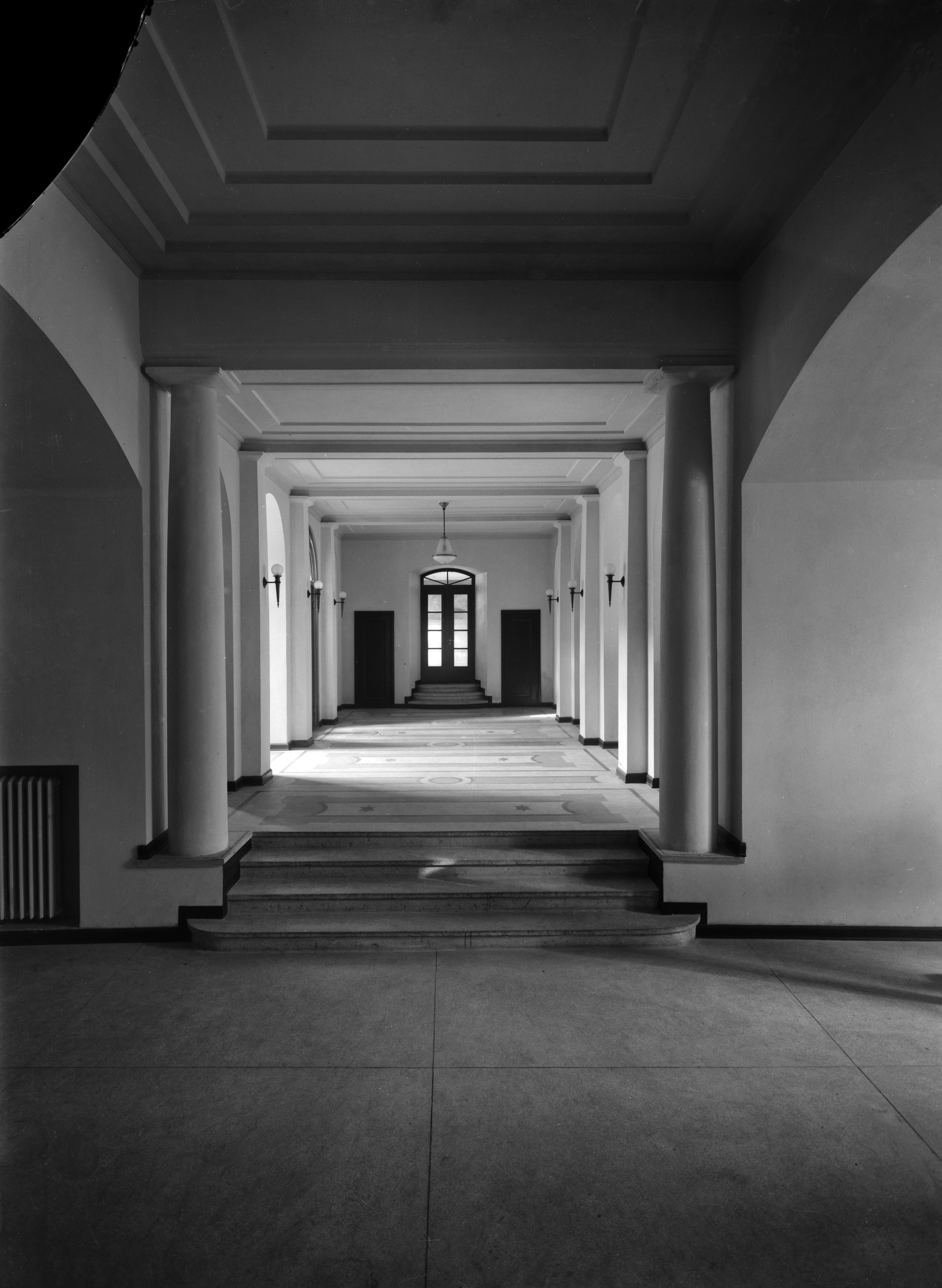
Untere Lobby
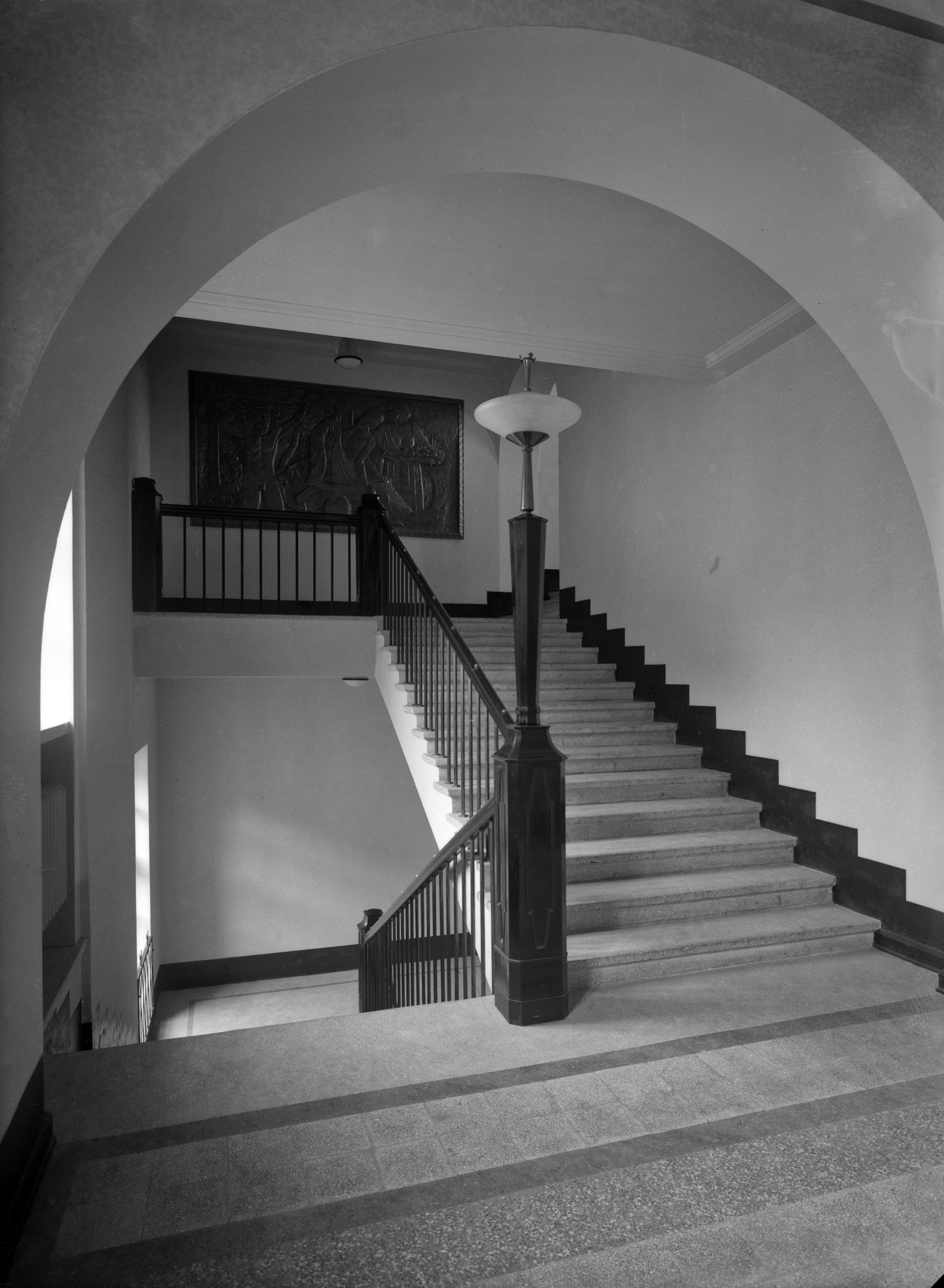
Treppenhaus
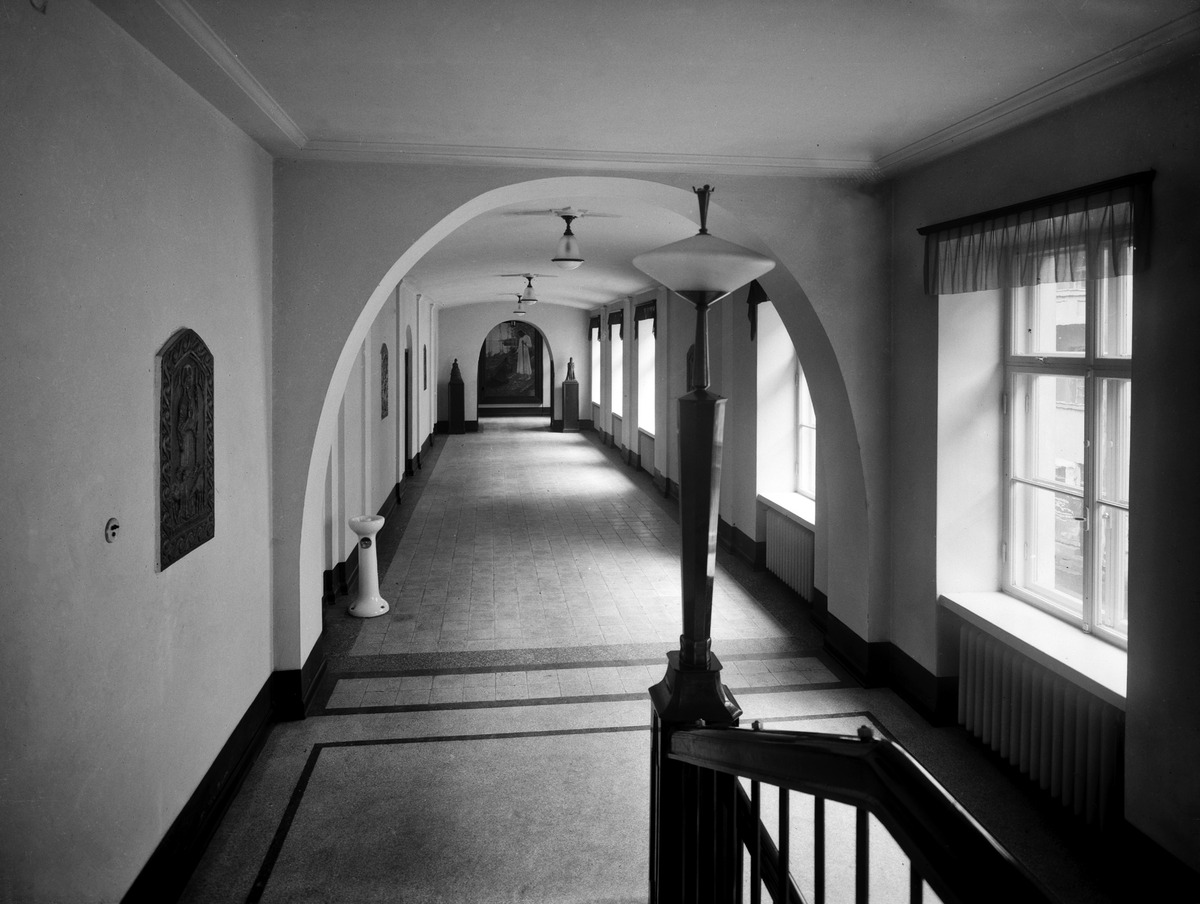
Korridor
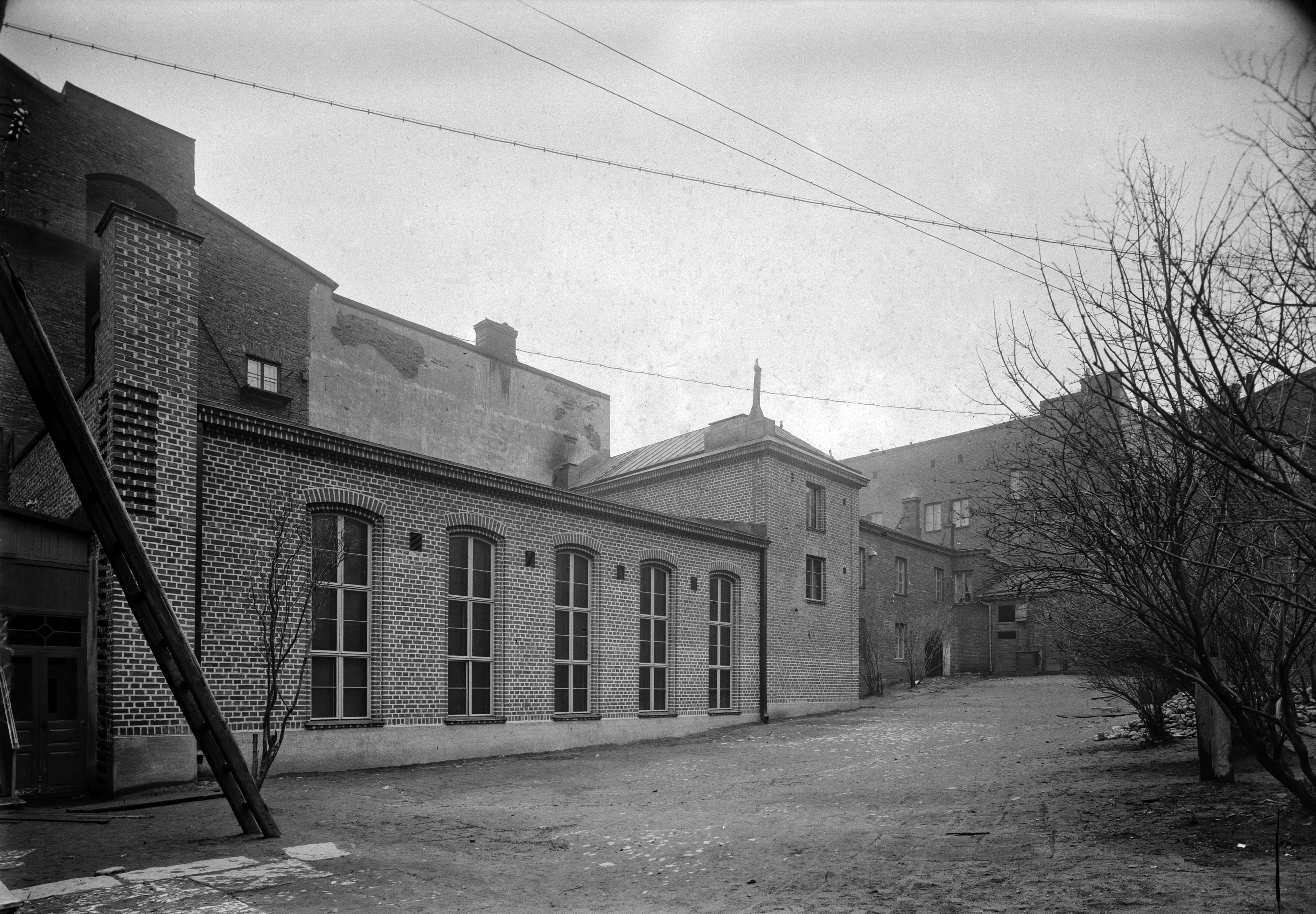
Bankett- und Gymnastiksaal der Lisa-Hagman-Schule am Innenhof
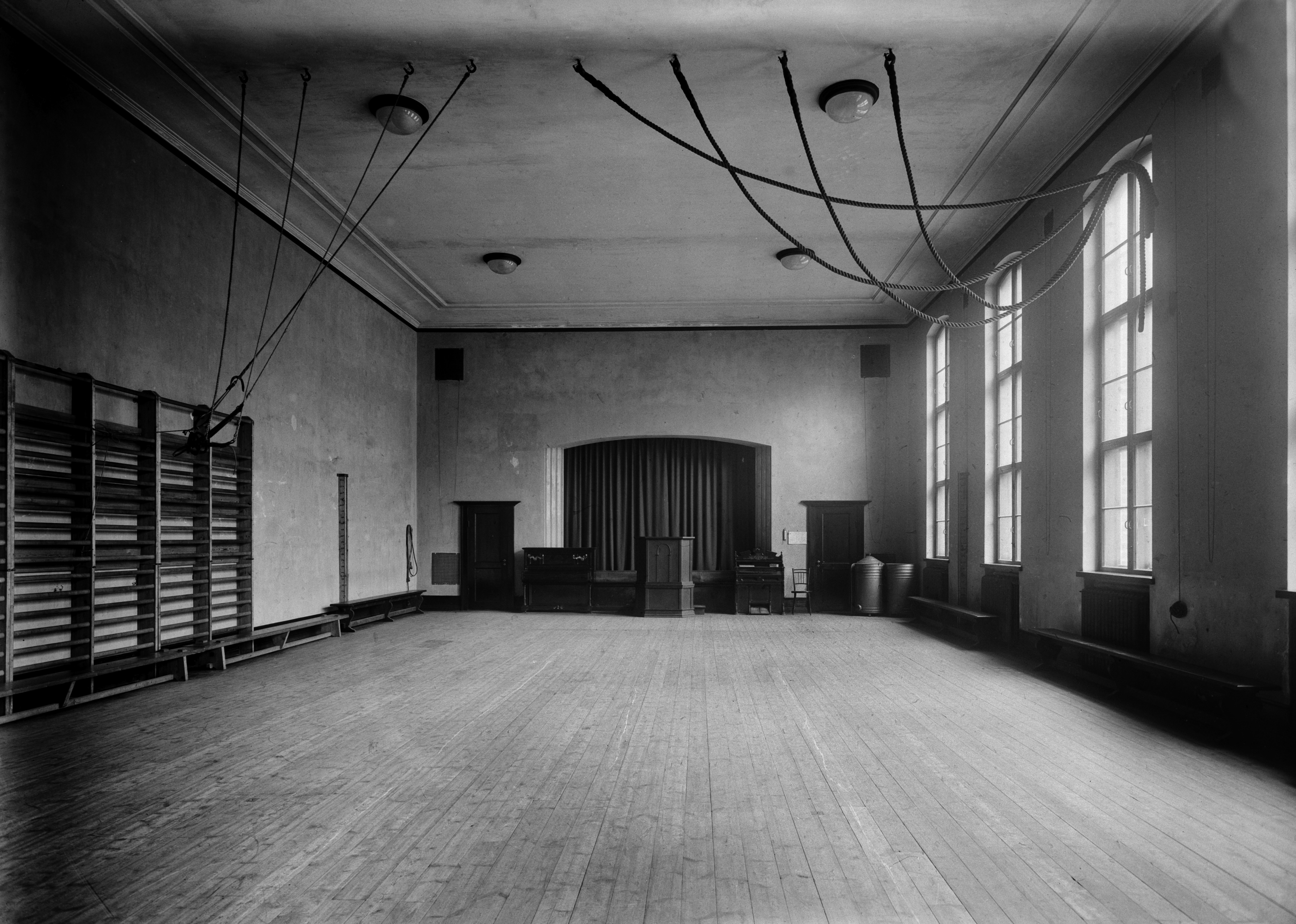
Bankett- und Gymnastiksaal der Schule 1922
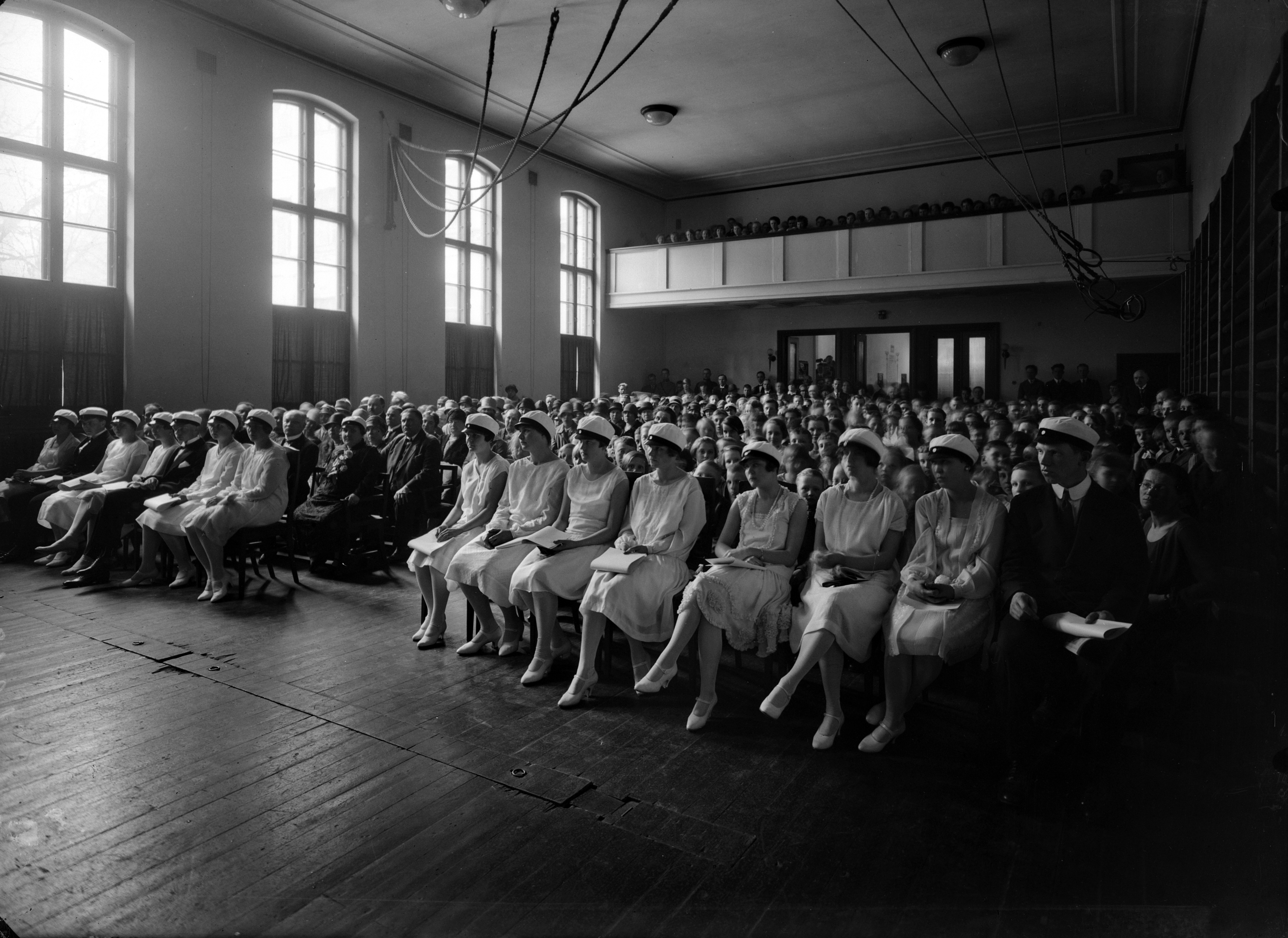
Schüler im Bankett- und Gymnastiksaal